# Susam
Susam (bulgariska: Сусам) är ett distrikt i Bulgarien.   Det ligger i kommunen Obsjtina Mineralni Bani och regionen Chaskovo, i den centrala delen av landet, 190 km öster om huvudstaden Sofia.
Trakten runt Susam består till största delen av jordbruksmark. Runt Susam är det ganska tätbefolkat, med 60 invånare per kvadratkilometer.